# Playa Montelimar

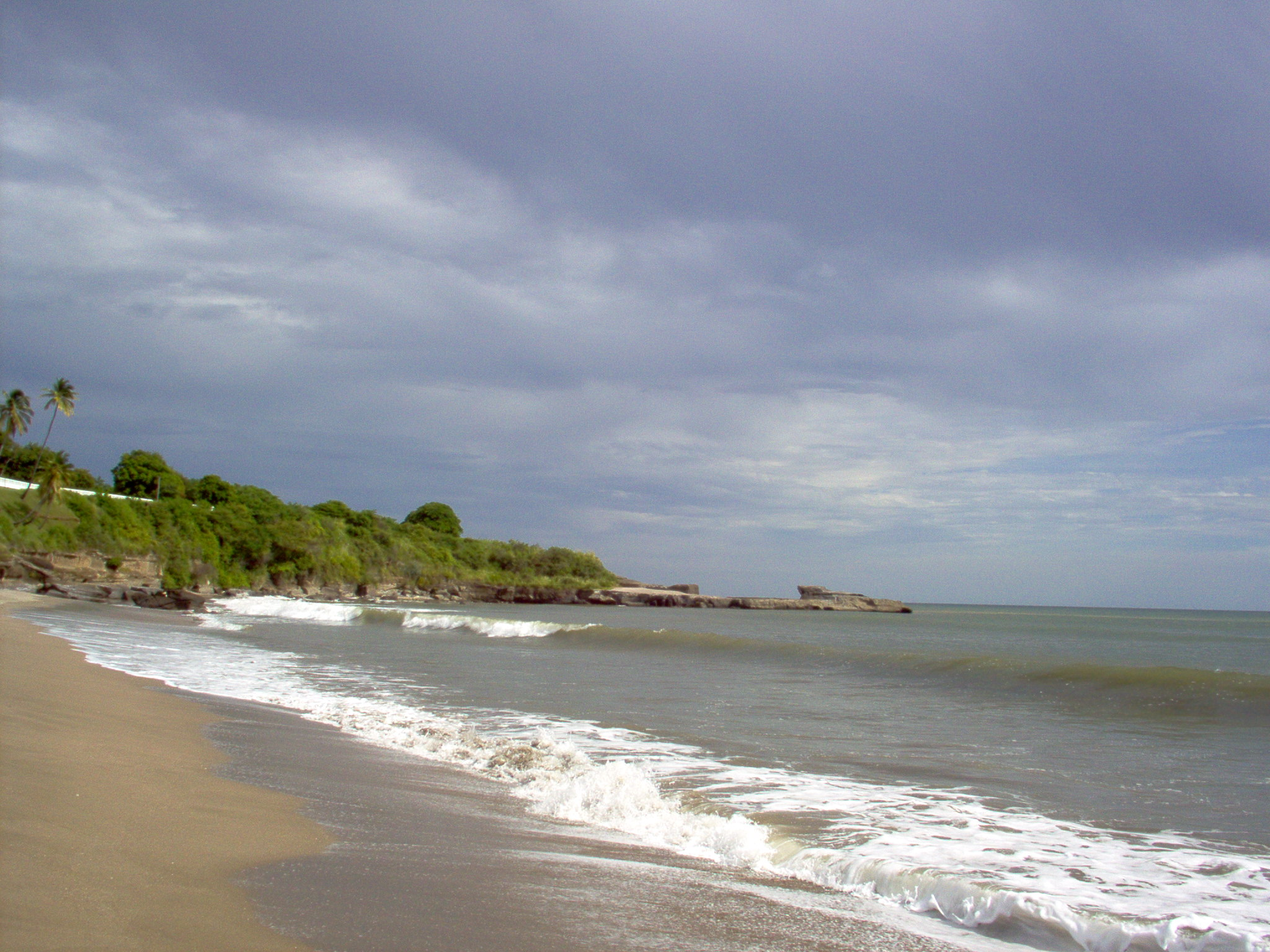
Vista de la Playa.

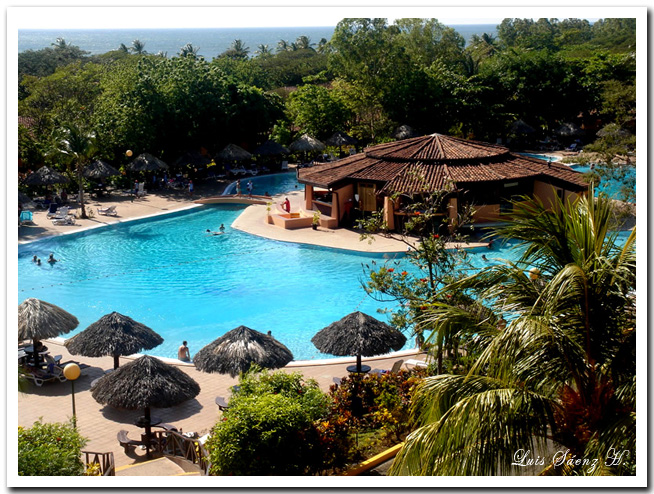
Vista del Hotel Montelimar Beach.

Montelimar es una playa localizada en la costa del Pacífico de Nicaragua, en el municipio de San Rafael del Sur del departamento de Managua. Montelimar consiste de 3 km de playa de arenas blancas. La principal atracción turística es el Barceló Montelimar Beach. La ubicación actual del Barceló Hotel & Resorts es la antigua hacienda de Anastasio Somoza, en la cual su mansión fue transformada en un casino con vista al Océano Pacífico.
Los terrenos originalmente eran propiedad de inmigrantes alemanes, pero fueron confiscados por la dinastía Somoza después de que le declararan la guerra a Alemania durante la Segunda Guerra Mundial.